# NGC 1246
NGC 1246 est une vaste galaxie elliptique située dans la constellation de l'Horloge. NGC 1246 a été découverte par l'astronome britannique John Herschel en 1834.

## Caractéristiques
Sa vitesse par rapport au fond diffus cosmologique est de 5 606 ± 45 km/s, ce qui correspond à une distance de Hubble de 82,7 ± 5,8 Mpc (∼270 millions d'al).